# خورخي بيبي
خورخي بيبي (بالإسبانية: Jorge Pepe)‏ هو رسام أرجنتيني، ولد في 29 سبتمبر 1939، وتوفي في 2006.